# Gabriel Barceló Milta
Gabriel (Biel) Barceló Milta (ur. 1 grudnia 1967 w Palma de Mallorca) – balearski polityk, od 2006 sekretarz generalny Socjalistycznej Partii Majorki, twórca Bloku dla Majorki, kandydat na premiera rządu Balearów (2007).

## Życiorys
W 1991 uzyskał stopień licencjata na Wydziale Prawa Uniwersytetu Balearów (kat. Universitat de les Illes Balears). Pełnił obowiązki sekretarza generalnego Socjalistycznej Partii Majorki (PSM) w Ratuszu Miejskim w Palmie. Od 1995 do 2003 był radcą w Zarządzie Miejskim w stolicy Majorki. Od lipca 2003 do stycznia 2004 był ministrem (radcą) w Wyspiarskiej Radzie Majorki.
W 2006 wybrano go sekretarzem generalnym PSM. Zainicjował powstanie Bloku dla Majorki (Bloc per Mallorca) – koalicji wyborczej między PSM, Zjednoczoną Lewicą Balearów (Esquerra Unida de les Illes Balears), Zielonymi Majorki (Els Verds de Mallorca) oraz Republikańską Lewicą Katalonii. W wyborach z 27 maja 2007 był kandydatem Bloku na premiera Balearów. Uzyskał 9% głosów i miejsce w Parlamencie Regionalnym.